# Теодицея
Теодице́я (лат. theodicea) — релігійно-філософське вчення, що узгоджує існування Бога як творця і правителя світу поряд з існуванням темних сторін буття та узгоджує наявність зла й несправедливості з ідеєю мудрості, благості та всемогутності Бога. Термін ввів Вільгельм Лейбніц 1710 року.
Назву теодицеї запропонував Лейбніц 1710 року у публікації «Розвідка про Теодицею на Благо Боже, свободу людини й походження зла». Цим твором Лейбніц прагнув оборонити, чи виправдати Бога перед випадами П'єра Бейля (1647—1706) у статті «Rorarius» свого «Історичного і критичного словника», показуючи, що існування зла у світі не протиставляється справедливості, мудрості й Божому благу. Назва теодицея потім перейшла до означення філософського пошуку довкола Бога, і не лише стосовно вказаних божественних атрибутів. Назва мала успіх, може особливо через той острах, що інший вираз «природна теологія» ототожнювався б з теологією, назвою, що вживалася в означенні надприродного богослов'я. Все ж забувається, що слово теологія мало своє чисто філософське походження від грецьких філософів, які насправді не знали надприродного богослов'я. Але, кращою назвою є природна теологія, щодо «теодицеї», оскільки краще роз'яснює властивий предмет та зміст.
У творі «Теодицея» (боговиправдання) Лейбніц дав космологічний доказ буття Божого. Усе мусить мати причину й достатню основу свого існування, через що виходить ланцюг кінцевих речей, який повинен, нарешті, мати кінцеву причину, ні від чого не залежну. Такою причиною є Бог.